# Ткачки двор Ракари
Ткачки двор Ракари је културно еколошко занатско удружење, које се налази у истоименом селу на територији општине Мионица. Удружење је основала Загорка Стојановић, српска сликарка, таписерист и костимограф, са циљем да преноси ткање свима који имају потребу на нитима креирају своје потребе за уметношћу.
Окућницу Стојановића, у којој су биле две оронуле куће, једна велика, са оџаклијом и две собе и друга мања, са магазом и великом старом липом, Загорка је за кратко време обновила, настављајући отварањем Авлије Стојановић традицију отворене домаћинске куће.
Од старе магазе је настао Ткачки двор, док је под липом никла летња позорница на којој су до данас гостовали еминентни уметници из Србије. 